# Валериана клубненосная
Валериа́на клубнено́сная, или Валериана клу́бневая (лат. Valeriāna tuberōsa) —вид растений рода Валериана (Valeriana) подсемейства Валериановые (Valerianoideae).

## Ареал и среда обитания
Общий ареал — юг Европы, Кавказ, Средняя Азия. На территории России распространена по степной зоне от юга европейской части до Западной Сибири.
Как правило, для роста выбирает степи, степные солонцеватые луга, каменистые склоны, берёзовые колки.

## Ботаническое описание
Многолетнее травянистое растение высотой от 20 до 40 см. Обладает одиночными голыми стеблями и продолговато-яйцевидным клубнем, суженным в длинную шейку до 5 см в длину, с нитевидными ветвящимися корешками.
Листья супротивные, прикорневые — цельные, линейно-ланцетные, линейно-лопатчатые или продолговатые, на длинных черешках. Стеблевые же сидячие, в числе двух — трёх пар, из которых нижняя с одной — двумя парами продолговатых лопастей при основании. Верхние листья в разной степени рассечённости, с линейными или нитевидными боковыми долями и крупной ланцетной или продолговатой верхушечной.
Соцветие плотное, полушаровидное, по главной оси трихотомическое. Цветки светло-розовые, трубчато-воронковидные, длиной от 4 до 6 мм, обоеполые.
Плоды продолговато-яйцевидные, плоские, с обеих сторон длиннощетинистые.
Цветение в конце апреля — первой половине мая. Плодоношение в конце мая — начале июня.

## Охрана
Включена в Красные книги следующих субъектов Российской Федерации: Башкортостан, Белгородская область, Калмыкия, Курганская область, Липецкая область, Омская область, Самарская область, Ульяновская область, а также в Красную книгу Харьковской области Украины.